# 天滿町停留場

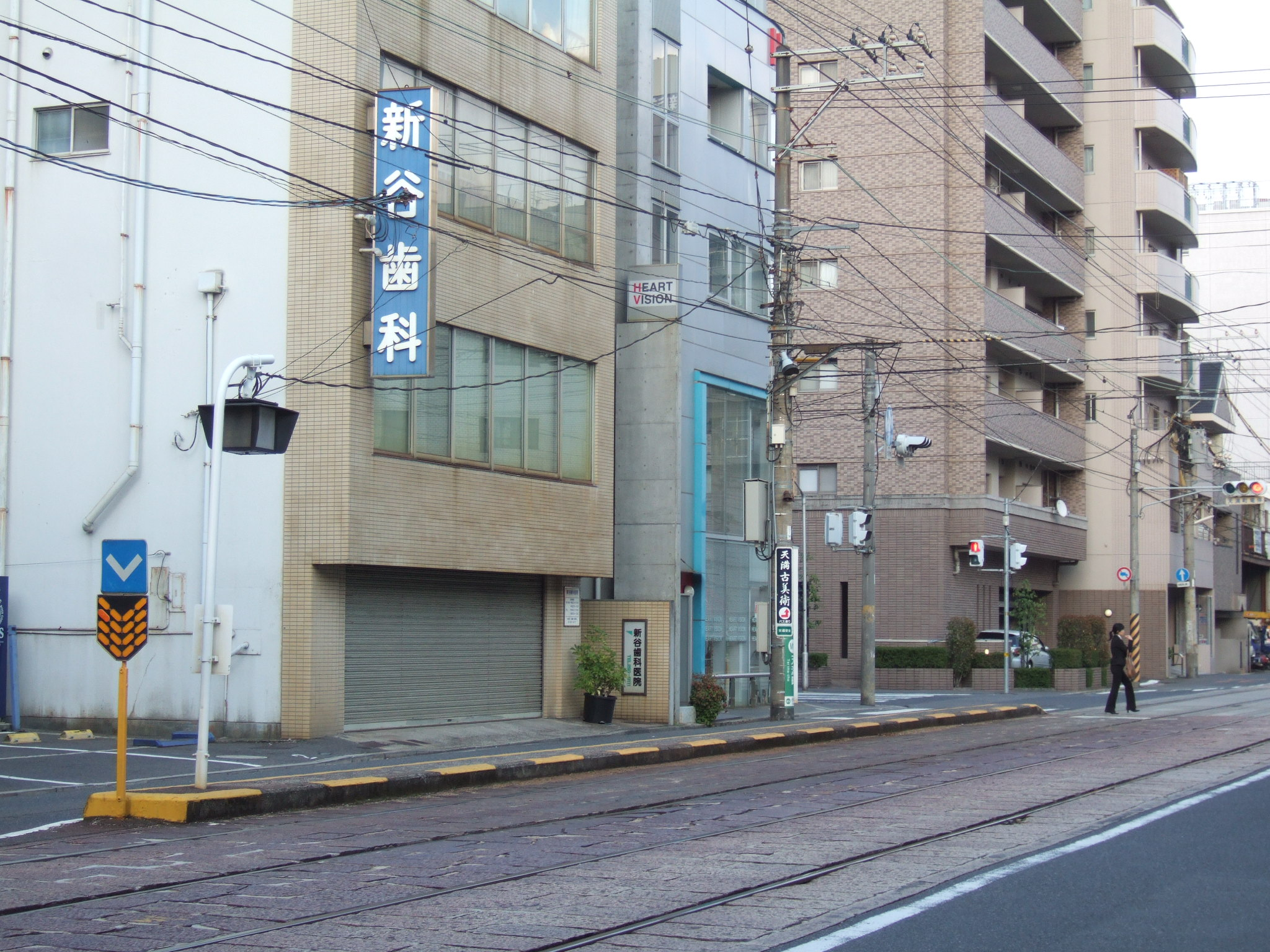
廣島站方向月台

天滿町停留場（日语：／ Temma-cho teiryūjō */?），又稱天滿町電車站，是位於廣島縣廣島市西區天滿町，廣島電鐵本線的電車站。車站編號為M15。
此電車站曾經遷移數次，與鄰站觀音町停留場和西天滿町停留場（已經廢止）一同經歷數次更改電車站名稱。現時此電車站已經是第四代。

## 歷史
以下記述以《日本鐵道旅行地圖帳 11號 中國 四國》為基礎。
- 1912年（大正元年）12月8日 - 於天滿橋東詰附近開設第一代天滿町停留場（與此電車站相異）。
- 1917年起 - 第一代天滿町停留場遷移現地附近，成為第二代天滿町停留場（此電車站）。
- 1922年起 - 於第一代天滿町停留場所在的位置開設天滿橋停留所。此電車站改名為西天滿町停留所。
- 1929年頃 - 天滿橋停留場改名為第三代天滿町停留所。此電車站同時改名為觀音町停留所（與現時的觀音町停留場相異）[1]。
- 1936年（昭和11年）7月11日 - 此電車站改名為西天滿町停留所[1]。
- 1942年（昭和17年）5月 - 第三代天滿町停留場廢止[1]。
- 1945年（昭和20年）
  - 8月6日 - 廣島市被投下原子彈，車站暫停營業[2]。
  - 9月9日 - 車站重開。重開時的電車站名稱為第四代的天滿町停留所。

## 電車站構造
電車站是建造在共用行車道上。電車站設有2面2線的相對式月台，電車站的月台較狹窄。電車站沒有上蓋和柵欄。

### 運行系統
此電車站是本線電車站之一。當中0、2、3系統駛入此站。
| 東行月台 | 0號線         | 前往日赤醫院前、廣電本社前 | 前往日赤醫院前、廣電本社前 |
| 東行月台 | 2號線         | 前往廣島站                 |                            |
| 東行月台 | 3號線         | 前往廣島港、宇品二丁目     |                            |
| 西行月台 | 2號線         | 前往廣電宮島口             |                            |
| 西行月台 | 2號線 · 3號線 | 前往廣電西廣島             |                            |

## 電車站周邊
電車站周邊為古老住宅區。在電車站東邊設有天滿川流過。
- 廣島市立天滿小學
- 廣島天滿宮
- 天滿公園

## 相鄰電車站
廣島電鐵
■本線
小網町（M14）－天滿町（M15）－觀音町（M16）

## 注腳
1. 1 2 3  《日本鐵道旅行地圖帳 11號 中國 四國》37頁
2. ↑  《広島電鉄開業100年・創立70年史》431頁

## 外部連結
- 天滿町 | 電車情報：電停指南 （页面存档备份，存于）（日語） - 廣島電鐵